# Central Piers

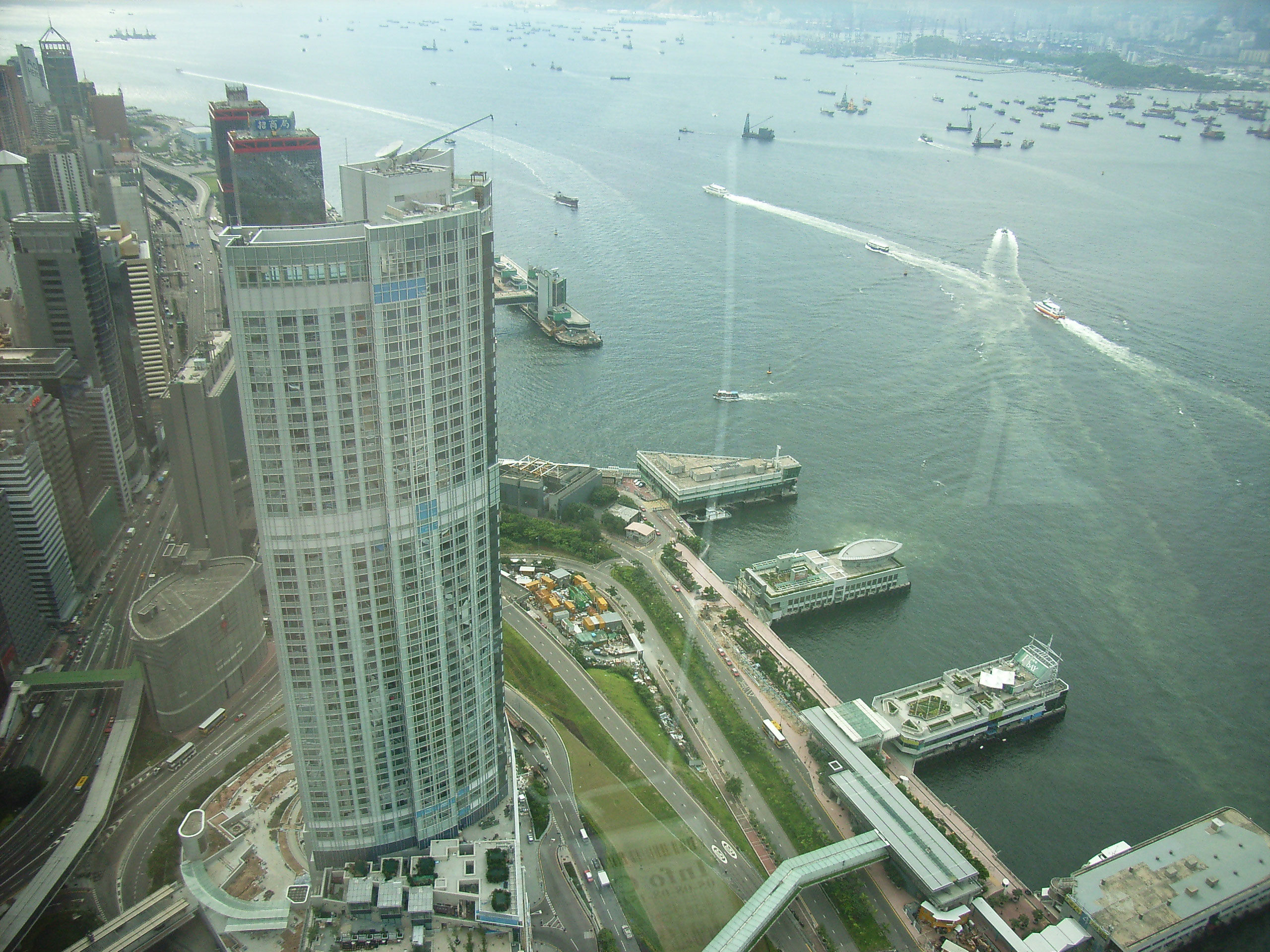
Four Seasons Hotel met een aantal pieren rechts op de achtergrond

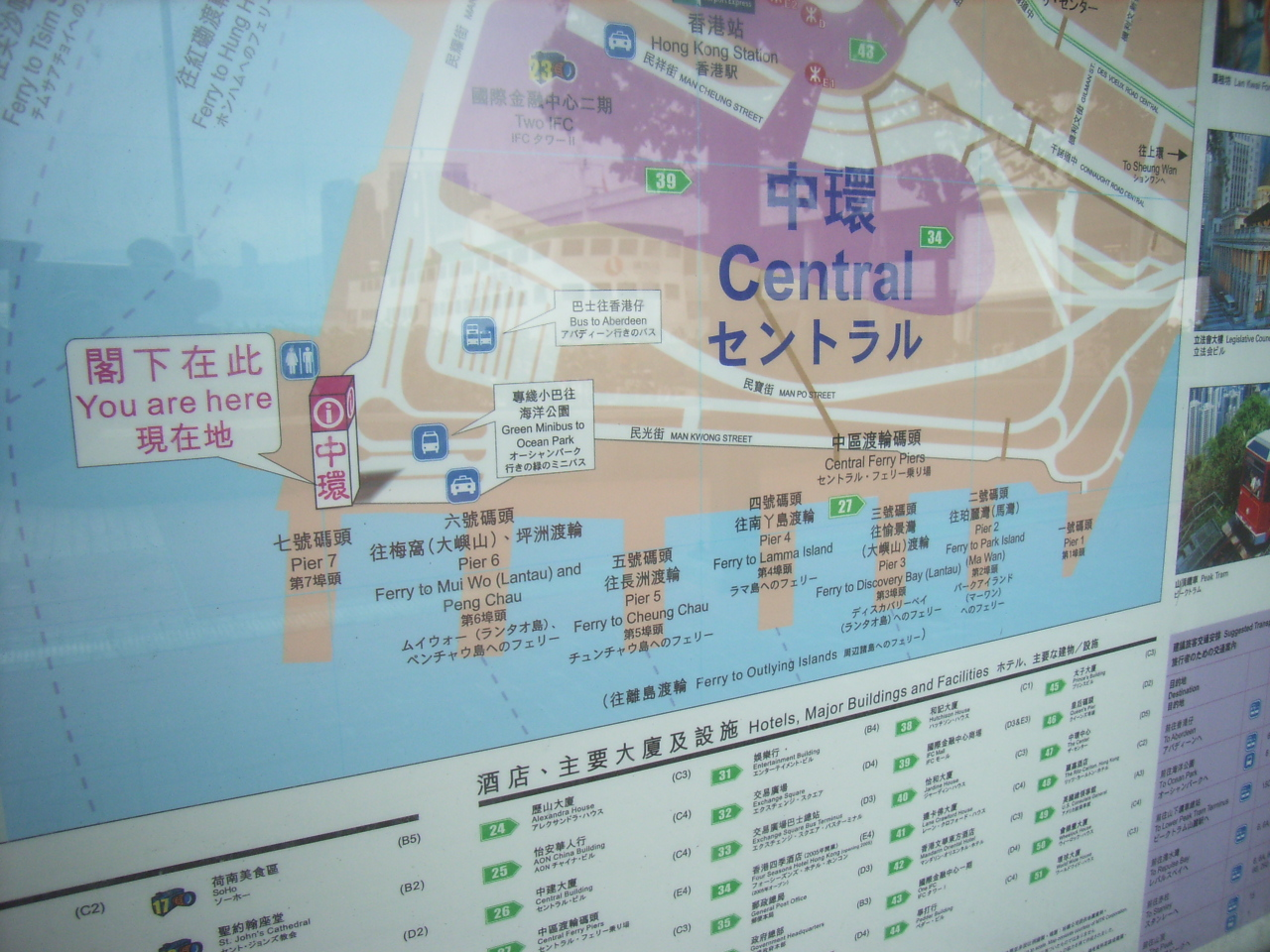
Informatiebord met pier 1 tot 7

Central Piers is de benaming voor een aantal pieren aan de noordoostzijde van het zakendistrict Central op Hong Kong Island in de Chinese stad Hongkong. In 2008 waren er 9 pieren en stond een 10e op de ranglijst om te worden voltooid. Vanaf de pieren vertrekken vooral veerboten naar afgelegen eilanden in New Territories. Pier 1 is overheidspier en vanaf pier 7 en 8 vertrekken veerboten naar Kowloon.

## Lijst van pieren
De ferry's vertrekken vanaf de pieren naar de volgende bestemmingen:
- Pier 1: HKSAR-regering-pier
- Pier 2: Ma Wan (parkeiland)
- Pier 3: Discovery Bay
- Pier 4: Lamma Island - So Kwu Wan (westelijke pier); Yung Shue Wan (oostelijke pier)
- Pier 5: Cheung Chau
- Pier 6: Ping Chau (westelijke pier); Mui Wo (oostelijke pier)
- Pier 7: Tsim Sha Tsui (Star Ferry)
- Pier 8: Onbruik geraakte
- Pier 9: Openbare pier

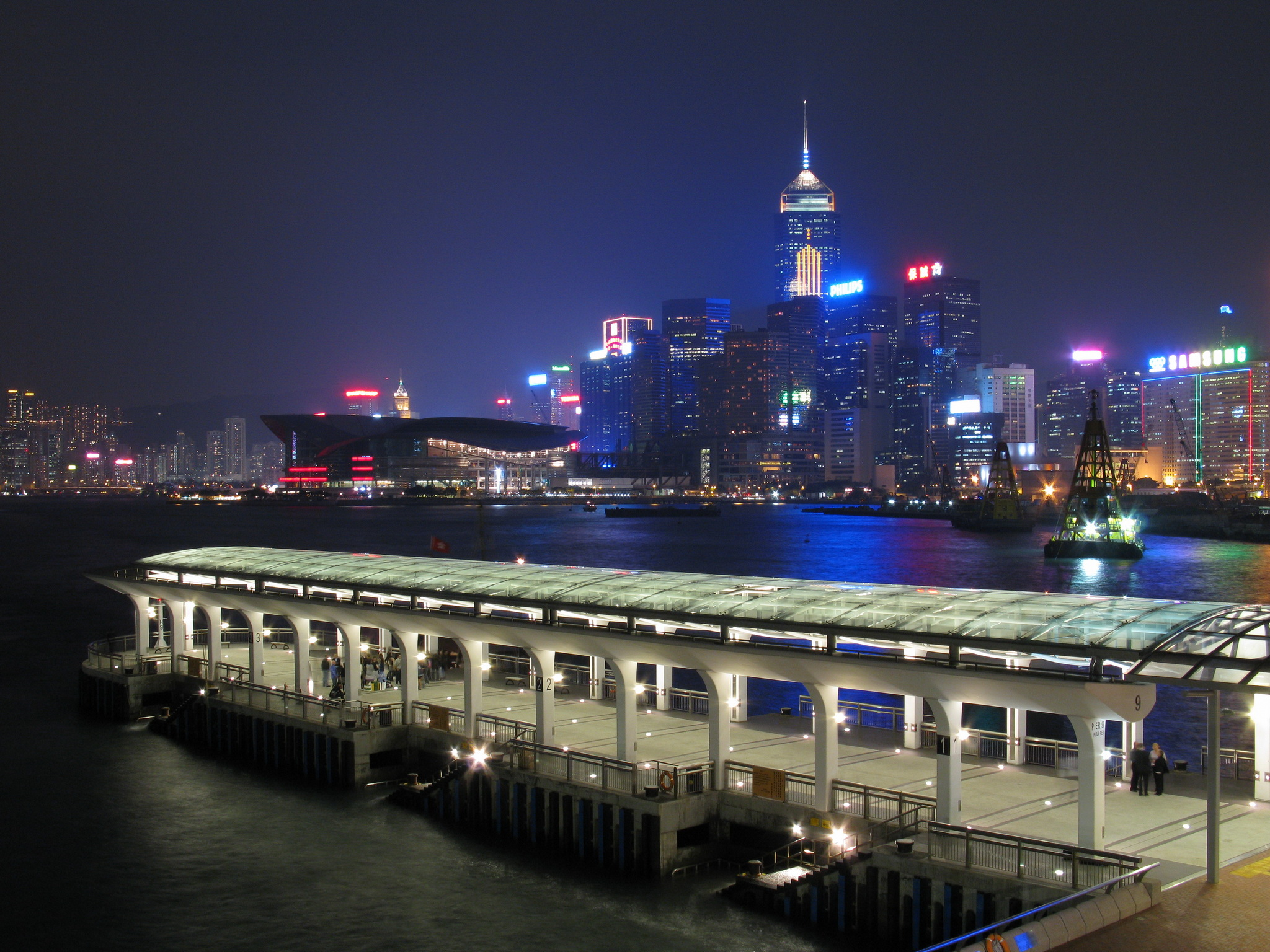
Nachtgezicht op pier 9 van de Central Piers nabij het zakendistrict Center op Hong Kong Island in de Chinese stad Hongkong.

- Pier 10: Openbare pier (in aanbouw)